# Mennrath
Mennrath ist eine Honschaft (Ortsteil) des Stadtteils Rheindahlen-Land im Stadtbezirk West (bis 22. Oktober 2009 Rheindahlen) in Mönchengladbach.

## Geschichte
Erste Spuren von Besiedlung auf dem heutigen Mennrather Gebiet wurden in Form einer steinernen Schleifwanne gefunden, die auf das Jahr 4000 v. Chr. datiert wurde.